# Sornay (Saône-et-Loire)
Pour les articles homonymes, voir Sornay.
Sornay est une commune française située dans le département de Saône-et-Loire, en région Bourgogne-Franche-Comté.

## Géographie
La commune de Sornay est située à proximité immédiate de Louhans, en plein cœur de la Bresse louhannaise, et couvre une superficie de 1 812 hectares.
Elle est coupée par deux grands axes de communication : 
- la route départementale 971 qui relie la RN 6 (Chalon-sur-Saône/Mâcon) à Louhans ;
- la route départementale 167 de Branges à Romenay.

Elle est arrosée par deux rivières : 
- la Seille classée 2e catégorie - domaine public ;
- la Sâne Morte, classée 2e catégorie - domaine privé.

La première est issue du Jura. Elle récolte les pluies issues des plateaux jurassiens et ses crues peuvent avoir des conséquences très graves pour les exploitations agricoles du Val de Seille en aval de Louhans.

### Climat
Pour des articles plus généraux, voir Climat de la Bourgogne-Franche-Comté et Climat de Saône-et-Loire.
En 2010, le climat de la commune est de type climat océanique dégradé des plaines du Centre et du Nord, selon une étude du Centre national de la recherche scientifique s'appuyant sur une série de données couvrant la période 1971-2000. En 2020, Météo-France publie une typologie des climats de la France métropolitaine dans laquelle la commune est exposée à un climat semi-continental et est dans la région climatique Bourgogne, vallée de la Saône, caractérisée par un bon ensoleillement (1 900 h/an), un été chaud (18,5 °C), un air sec au printemps et en été et des vents faibles.
Pour la période 1971-2000, la température annuelle moyenne est de 11,2 °C, avec une amplitude thermique annuelle de 17,8 °C. Le cumul annuel moyen de précipitations est de 933 mm, avec 11,5 jours de précipitations en janvier et 7,8 jours en juillet. Pour la période 1991-2020, la température moyenne annuelle observée sur la station météorologique de Météo-France la plus proche, « Montpont », sur la commune de Montpont-en-Bresse à 8 km à vol d'oiseau, est de 11,8 °C et le cumul annuel moyen de précipitations est de 1 026,2 mm. 
La température maximale relevée sur cette station est de 40,3 °C, atteinte le 31 juillet 2020 ; la température minimale est de −16,5 °C, atteinte le 20 décembre 2009,,.
Les paramètres climatiques de la commune ont été estimés pour le milieu du siècle (2041-2070) selon différents scénarios d'émission de gaz à effet de serre à partir des nouvelles projections climatiques de référence DRIAS-2020. Ils sont consultables sur un site dédié publié par Météo-France en novembre 2022.

## Urbanisme

### Typologie
Au 1er janvier 2024, Sornay est catégorisée commune rurale à habitat dispersé, selon la nouvelle grille communale de densité à sept niveaux définie par l'Insee en 2022.
Elle appartient à l'unité urbaine de Louhans, une agglomération intra-départementale regroupant six  communes, dont elle est une commune de la banlieue,,. Par ailleurs la commune fait partie de l'aire d'attraction de Louhans, dont elle est une commune de la couronne,. Cette aire, qui regroupe 15 communes, est catégorisée dans les aires de moins de 50 000 habitants,.

### Occupation des sols
L'occupation des sols de la commune, telle qu'elle ressort de la base de données européenne d’occupation biophysique des sols Corine Land Cover (CLC), est marquée par l'importance des territoires agricoles (72 % en 2018), en diminution par rapport à 1990 (77,8 %). La répartition détaillée en 2018 est la suivante : zones agricoles hétérogènes (43,6 %), prairies (21,8 %), zones urbanisées (15,6 %), forêts (10,8 %), terres arables (6,6 %), milieux à végétation arbustive et/ou herbacée (1,6 %). L'évolution de l’occupation des sols de la commune et de ses infrastructures peut être observée sur les différentes représentations cartographiques du territoire : la carte de Cassini (XVIIIe siècle), la carte d'état-major (1820-1866) et les cartes ou photos aériennes de l'IGN pour la période actuelle (1950 à aujourd'hui).

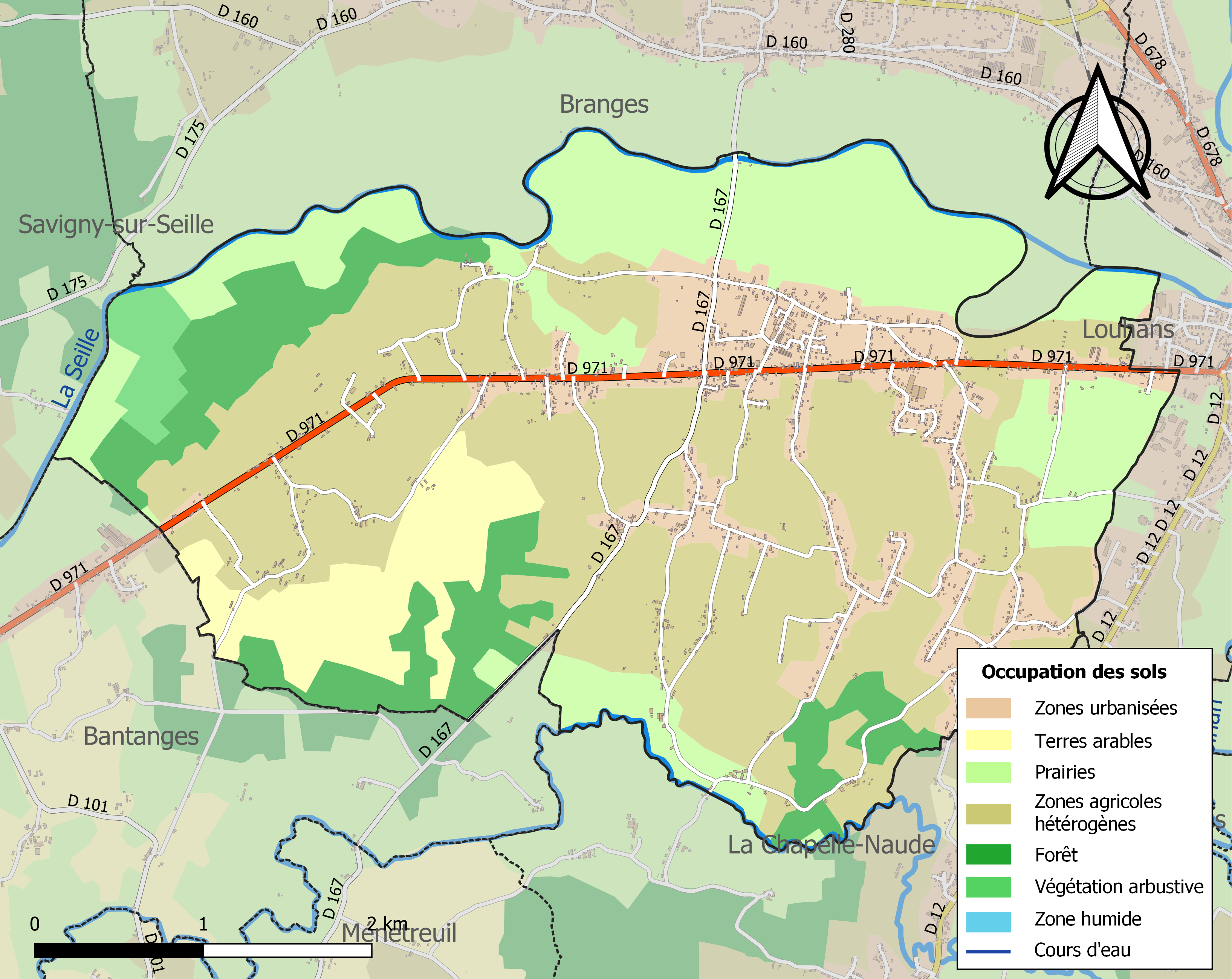
Carte des infrastructures et de l'occupation des sols de la commune en 2018 (CLC).

## Histoire
La commune de Sornay, dont les premières traces écrites remontent au XIIe siècle était certainement située sur une voie romaine de faible importance et une église y était déjà mentionnée (l’actuelle est récente, puisque rebâtie en 1980).
Le seigneur des lieux en était le sire de Sainte-Croix. Mentionné en 1155 sous la forme : Ecclesia de Saonay (dictionnaire topographique de S. et L. de Rigault) et en 1183 : Ecclesia de Saornaco qui laisserait deviner un nom de personne gallo-romain Sorinus, composé avec le suffixe de propriété -acum. Homonymie avec Sornac.
Le nom de Sornay apparaît en 1225. En 1490, 62 feux sont recensés (environ 340 personnes).
Jusqu'à la Révolution française, Sornay, localité du département de Saône-et-Loire relevant depuis 1801 du diocèse d'Autun, dépendit du diocèse de Lyon.
1790 : lors de la création des cantons, Sornay est rattaché au canton de Branges (qui sera supprimé en 1801).
L’histoire de la commune sera celle d’une communauté agricole, sans événement marquant, très dépendante de Louhans. C’est pourquoi aucun site ou monument historique ou archéologique n’est recensé dans la commune.
La commune a été absorbée par Louhans en 1973, puis en a été détachée en 1979.
Octobre 1980 : inauguration de l'église (à la fin des années 1970, une nouvelle église moderne a été reconstruite autour de l'ancien clocher, dans le sens nord-sud). L'église se compose depuis d'une nef unique, couverte d'un plafond oblique constitué de lattes de bois reliant les poutres apparentes, et flanquée à l'ouest du clocher ancien, et d'une chapelle.

## Politique et administration

### Tendances politiques et résultats

#### Élections présidentielles
Le village de Sornay place en tête à l'issue du premier tour de l'élection présidentielle française de 2017, Marine Le Pen (RN) avec 24,59 % des suffrages. Mais lors du second tour, Emmanuel Macron (LaREM) est en tête avec 58,42 %.

#### Élections législatives
Le village de Sornay faisant partie de la quatrième circonscription de Saône-et-Loire, place lors du 1er tour des élections législatives françaises de 2017, Stéphane Gros (LR) avec 33,55 % des suffrages. Mais lors du second tour, il s'agit de Cécile Untermaier (PS) qui arrive en tête avec 56,84 % des suffrages.
Lors du 1er tour des élections législatives françaises de 2022, Cécile Untermaier (PS), députée sortante, arrive en tête avec 37,34 % des suffrages comme lors du second tour, avec cette fois-ci, 59,28 % des suffrages.

#### Élections départementales
Le village de Sornay faisant partie du canton de Louhans place le binôme de Mathilde Chalumeau (DVD) et de Anthony Vadot (DVD), en tête, dès le 1er tour des élections départementales de 2021 en Saône-et-Loire avec 69,20 % des suffrages. Lors du second tour, les habitants décideront de placer de nouveau le binôme de Mathilde Chalumeau (DVD) et de Anthony Vadot (DVD) en tête, avec cette fois-ci, près de 80,74 % des suffrages. Devant l'autre binôme menée par Cyriak Cuenin (RN) et Annie Hassler (RN) qui obtient 19,26 %. Il est important de souligner une abstention record lors de ces élections qui n'ont pas épargné le village de Sornay avec lors du premier tour 66,58 % d'abstention et au second, 65,25 %.

### Liste des maires de Sornay
| Période                                                                                     | Période                   | Identité                  | Étiquette | Qualité                                   |
| ------------------------------------------------------------------------------------------- | ------------------------- | ------------------------- | --------- | ----------------------------------------- |
| Les données manquantes sont à compléter.                                                    |                           |                           |           |                                           |
| ca. 1920                                                                                    |                           | Pierre-Auguste Fichet     |           |                                           |
| ca. 1971                                                                                    |                           | Jean Fichet               |           |                                           |
| Fusion-association avec Louhans, Châteaurenaud et Branges pour former le « Grand Louhans ». |                           |                           |           |                                           |
| 1973                                                                                        | 1979                      | Paul Lécuelle (1924-2011) |           | Maraîcher, maire délégué                  |
| Par référendum, la commune décide de reprendre son autonomie.                               |                           |                           |           |                                           |
| mars 1983                                                                                   | juin 1995                 | Henri Massot              |           |                                           |
| juin 1995                                                                                   | mars 2008                 | Jean Méthy                | DVD       | Retraité                                  |
| mars 2008                                                                                   | mars 2014                 | Julien Prudent            | DVG       | Directeur d'école                         |
| mars 2014                                                                                   | En cours (au 27 mai 2020) | Christian Clerc           | DVD       | Apiculteur Réélu pour le mandat 2020-2026 |

## Culte
Sornay fait partie de la paroisse Saint-Pierre en Louhannais, qui compte vingt-et-un villages et dont le siège est à Louhans.

## Population et société

### Démographie
L'évolution du nombre d'habitants est connue à travers les recensements de la population effectués dans la commune depuis 1793. Pour les communes de moins de 10 000 habitants, une enquête de recensement portant sur toute la population est réalisée tous les cinq ans, les populations de référence des années intermédiaires étant quant à elles estimées par interpolation ou extrapolation. Pour la commune, le premier recensement exhaustif entrant dans le cadre du nouveau dispositif a été réalisé en 2005.

En 2022, la commune comptait 1 958 habitants, en évolution de −4,44 % par rapport à 2016 (Saône-et-Loire : −1,06 %, France hors Mayotte : +2,11 %).
| 1793  | 1800  | 1806  | 1821  | 1831  | 1836  | 1841  | 1846  | 1851  |
| ----- | ----- | ----- | ----- | ----- | ----- | ----- | ----- | ----- |
| 1 195 | 1 251 | 1 253 | 1 357 | 1 439 | 1 421 | 1 500 | 1 573 | 1 567 |

| 1856  | 1861  | 1866  | 1872  | 1876  | 1881  | 1886  | 1891  | 1896  |
| ----- | ----- | ----- | ----- | ----- | ----- | ----- | ----- | ----- |
| 2 309 | 1 586 | 1 561 | 1 586 | 1 644 | 1 650 | 1 606 | 1 566 | 1 563 |

| 1901  | 1906  | 1911  | 1921  | 1926  | 1931  | 1936  | 1946  | 1954  |
| ----- | ----- | ----- | ----- | ----- | ----- | ----- | ----- | ----- |
| 1 557 | 1 569 | 1 612 | 1 501 | 1 498 | 1 471 | 1 426 | 1 446 | 1 415 |

| 1962  | 1968  | 1982  | 1990  | 1999  | 2005  | 2006  | 2010  | 2015  |
| ----- | ----- | ----- | ----- | ----- | ----- | ----- | ----- | ----- |
| 1 424 | 1 368 | 1 529 | 1 631 | 1 660 | 1 812 | 1 855 | 1 961 | 2 059 |

| 2020  | 2022  | - | - | - | - | - | - | - |
| ----- | ----- | - | - | - | - | - | - | - |
| 1 990 | 1 958 | - | - | - | - | - | - | - |

### Sports
Le lieu le plus populaire reste le terrain de football, où l'équipe première, l'« AS Sornay » (A), se trouve en Régional 2 lors de la saison 2023/2024. Le plus haut niveau atteint par le club est le Régional 1 (antérieurement division d'honneur DH).

## Culture locale et patrimoine

### Lieux et monuments
- L'église, placée sous le vocable de saint Remi, en grande partie démolie et reconstruite à la fin des années 1970 et dont il ne reste, de l'édifice d'origine, que le clocher (qui abrite deux cloches, la plus grosse étant « la Remigienne » et la plus petite « Jeanne d'Arc », l'une et l'autre financées par les paroissiens alors que l'abbé Ernest Rosset était curé de la paroisse en 1951, et bénites par monseigneur Lebrun, évêque d'Autun, le 23 septembre 1951). L'essentiel des vitraux de la nef est une création de Paul Duckert (atelier du vitrail à Taizé, 1984), d’après le « Cantique des Créatures » de saint François (symbolisation des éléments : Lune, Soleil, Vent ; représentation de la Création : poissons, animaux terrestres, oiseaux, et aussi volailles, blé, maïs... représentatifs de la Bresse).
- Le monument le plus connu est le château de Granod. Ce château est un manoir du XVIIIe siècle.
- Le temple protestant (situé route du Temple) : édifié en 1839 par la société évangélique de Genève.

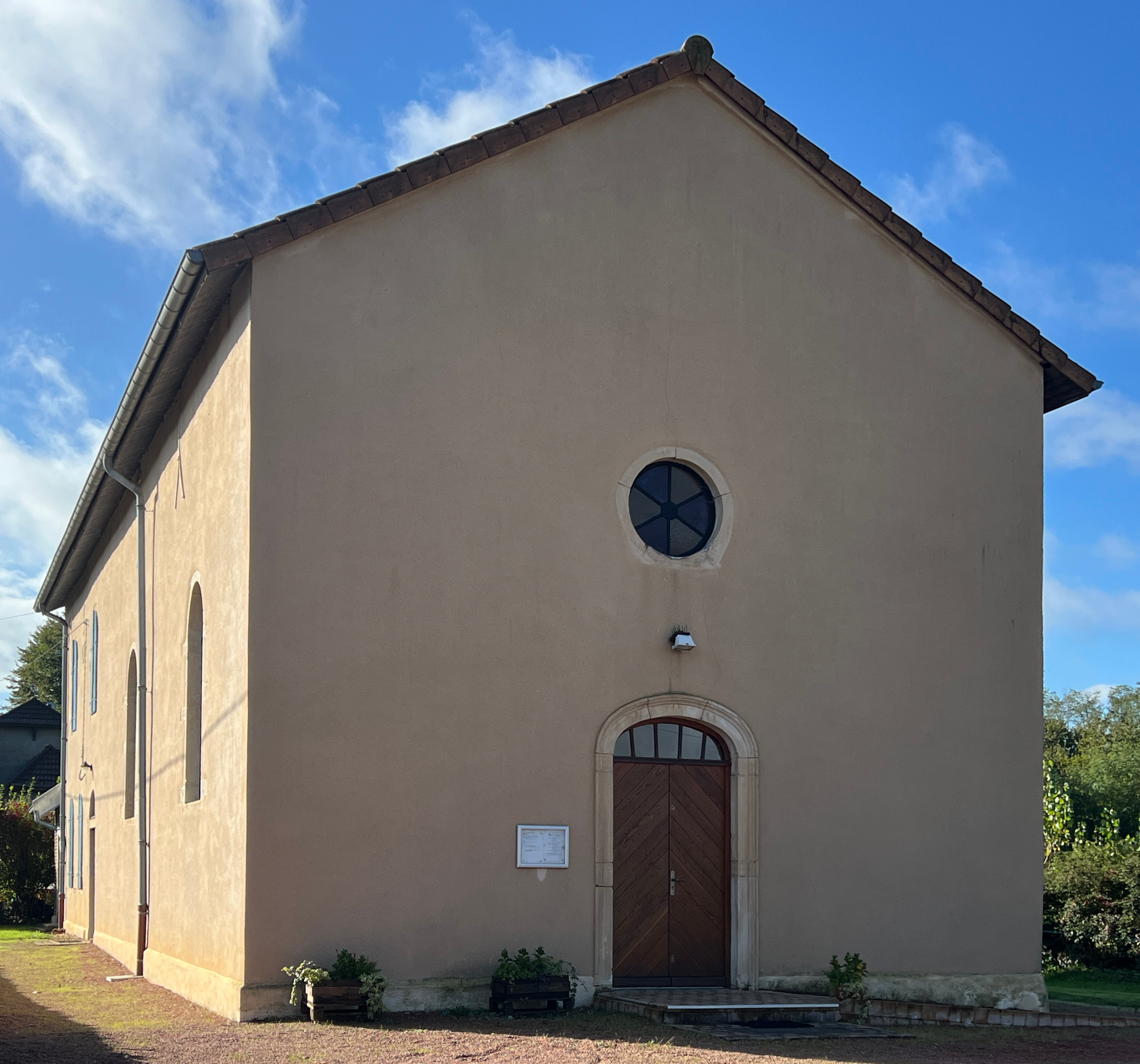
Temple du Bief Bouly.
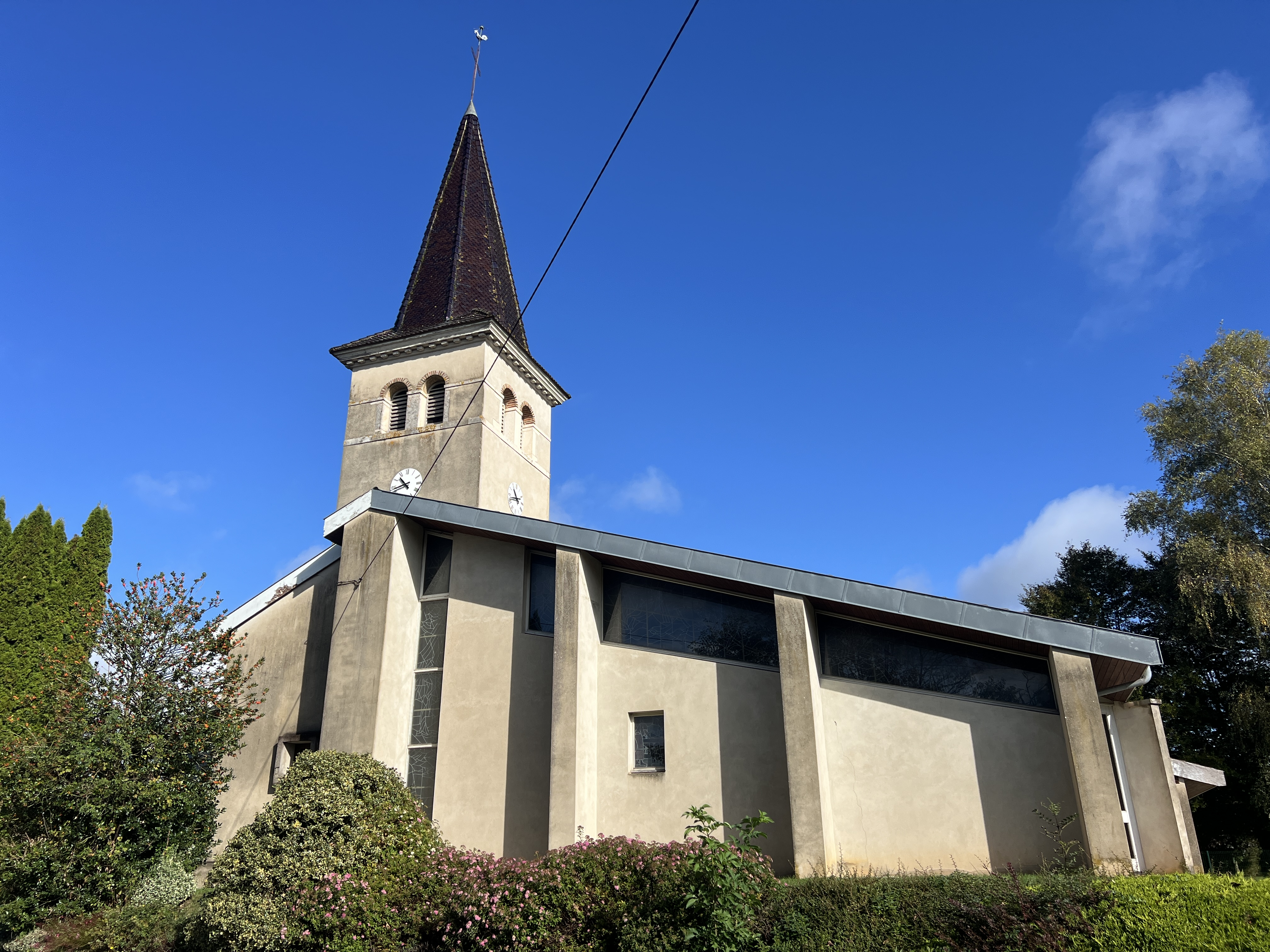
Église Saint-Rémy.

### Personnalités liées à la commune
- Arnaud Danjean, conseiller régional de Bourgogne et député européen.

### Héraldique
| Blason de Sornay | Blason  | D'or à la croix d'azur cantonnée aux 1er et quatrième d'un château, au 2e d'un coq hardi et au 3e d'une gerbe de blé, le tout de gueules. |
| Blason de Sornay | Détails | Le statut officiel du blason reste à déterminer.                                                                                          |

## Pour approfondir